# Сараевская
Сараевская — деревня в Шенкурском районе Архангельской области. Входит в состав муниципального образования «Ровдинское».

## География
Деревня расположена в южной части Архангельской области, в таёжной зоне, в пределах северной части Русской равнины, в 55 километрах на юг от города Шенкурска, на левом берегу реки Суланда, притока Пуи. Ближайшие населённые пункты: на юге, на противоположенном берегу реки, деревня Захаровская.
Часовой пояс
Сараевская, как и вся Архангельская область, находится в часовой зоне МСК (московское время). Смещение применяемого времени относительно UTC составляет +3:00.

## Население
| 2002 | 2010 | 2012 |
| ---- | ---- | ---- |
| 19   | ↘7   | ↘5   |

## История
Указана в «Списке населённых мест по сведениям 1859 года» в составе Шенкурского уезда(1-го стана) Архангельской губернии под номером «2094» как «Сараевская(Поташевская)». Насчитывала 9 дворов, 35 жителей мужского пола и 43 женского.
В «Списке населенных мест Архангельской губернии к 1905 году» деревня Сараевская насчитывает 22 двора, 85 мужчин и 96 женщин.  В административном отношении деревня входила в состав Суландского сельского общества Ровдинской волости.
На 1 мая 1922 года в поселении 31 двор, 60 мужчин и 91 женщина.

## Достопримечательности
Часовня Георгия Победоносца  Объект культурного наследия № 2900001389  - деревянная часовня.